# Valentin Petrovič Katajev

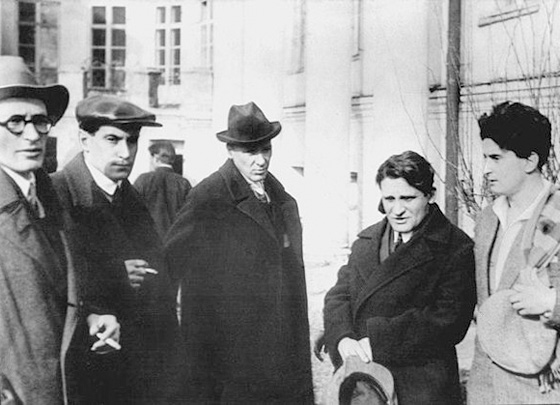
Valentin Katajev a Michail Bulgakov (druhý a třetí zleva) na pohřbu Vladimíra Majakovského

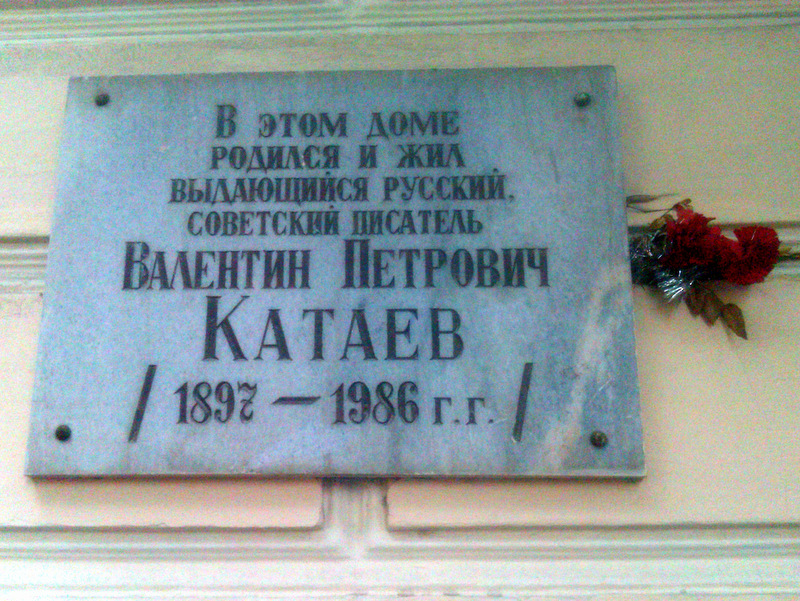
Pamětní deska na rodném domě (Валентин Петрович Катаев)

Valentin Petrovič Katajev (rusky Валентин Петрович Катаев; (16. lednajul./ 28. ledna 1897greg., Oděsa, Ruské impérium – 12. dubna 1986, Moskva, Sovětský svaz) byl ruský sovětský spisovatel, dramatik, scenárista a novinář.

## Život
Narodil se v Oděse a prožil v ní své mládí. Pocházel z rodiny učitele. V době první světové války bojoval na frontě jako dobrovolník, v té době také začal působit jako válečný zpravodaj a dopisovatel, což posléze dělal i během Velké vlastenecké války. V době Říjnové revoluce v roce 1917 vstoupil do řad nově vznikající Rudé armády, ve které sloužil do roku 1920, kdy se vrátil do Oděsy. Od roku 1922 žil v Moskvě.

## Dílo
Mezi jeho nejznámější díla patří kniha Na obzoru plachta bílá inspirovaná revolučním rokem 1905 v Ruském impériu v době autorova dětství v rodné Oděse. Kniha tvoří vlastně první část rozsáhlejší trilogie Vlny Černého moře. Dalším velmi známým dílem je kniha Syn pluku odehrávající se za druhé světové války v době Velké vlastenecké války. Od šedesátých let 20. století převažují v jeho díle autobiografické prvky (Živá voda, Tráva zapomnění, Kouzelný Oberonův roh)
Stal se jedním z nejznámějších sovětských spisovatelů, jeho pověst je však nejednoznačná. Na jednu stranu byl oceňován vyznamenáními (Stalinova cena, Hrdina socialistické práce) a byl vnímán jako úzce spjatý se sovětským režimem. Na druhou stranu byl spisovatelem s bezmeznou fantazií, citlivým a původním; podporoval inovátorskou práci nových autorů a popisoval i to, co chtěla oficiální sovětská historie potlačovat.

### Próza (výběr)
- Zlaté pero – povídka, 1920; česky 1963, SNKLU
- Rodion Žukov – povídka, 1925
- Defraudanti – satirický příběh dvou bankovních úředníků a defraudantů, 1926; česky poprvé 1930, Melantrich
- Vpřed! – novela o budování Magnitogorsku, 1932; česky poprvé 1934, Odeon
- Vlny Černého moře - autobiograficky laděná tetralogie zachycující události v autorově rodné Oděse od roku 1905 až do bojů ve 2. světové válce, 1935-1961 (v roce 1975 zfilmováno jakožto pětidílný televizní miniseriál)
  - Na obzoru plachta bílá – 1936, první díl této tetralogie (zfilmováno 1937); česky poprvé 1938, Evropský literární klub
  - Samota v stepi - 1956, druhý díl
  - Zimní vítr - 1961, třetí díl
  - Za vládu Sovětů - 1948, čtvrtý díl
- Syn pluku – 1944 (později také zfilmováno); česky poprvé 1946, Mladá fronta
- Živá voda (Svjatoj kolodec) – 1966; poprvé česky Svět sovětů, 1968
- Tráva zapomnění – 1967
- Rozbitý život čili Oberonův kouzelný roh – 1972; česky pod názvem Oberonův kouzelný roh, 1974, Odeon (vzpomínky na dětství v Oděse)
- Má démantová čelenka – 1978
- Jinošský román – 1982

### Dramatická tvorba
- 1928 Kvadratura kruhu
- 1929 Obchodní dům
- 1931 Milion trápení

### Filmové scénáře
- 1946 Syn pluku
- 1956 Bláznivý den

### Náměty k filmům
- 1931 Povedený hříšník (německý film)
- 1937 Na obzoru plachta bílá
- 1946 Syn pluku
- 1975 Vlny Černého moře (pětidílná televizní minisérie)